# Bill Haslam
William Edward "Bill" Haslam (n. 23 d'agost de 1958) és un polític estatunidenc del  partit republicà.
Ha estat l'alcalde de Knoxville des del 2003 fins al 2011. Actualment, des de 2011, és el governador de Tennessee, després d'haver guanyat al candidat  demòcrata Mike McWherter a les eleccions de novembre de 2010. Va prendre possessió del càrrec de governador el 15 de gener de 2011.